# Ігнацій Шишилович
Ігнацій Міхал Шишилович (пол. Ignacy Michał Szyszyłowicz) герб Боньча, псевдонім (пол. Ig. Szy.) (нар. 30 липня 1857, Граніца, пом. 17 лютого 1910 у Львові ) — польський ботанік, професор Аграрного університету в Дублянах та Львівського університету.

## Біографія
Народився в родині священника, син Юзефа та Міхаліни, уродженої Білявської (1840—1911), митної палат в Граніці. Закінчив гімназію св. Анни в Кракові, де в 1875 році склав випускні іспити. Навчався на медичному факультеті (1875—1877), а потім вивчав хімію та ботаніку на філософському факультеті (1877—1879) Ягеллонського університету. У 1879—1883 роках після закінчення навчання працював асистентом на кафедрі анатомії та фізіології рослин Ягеллонського університету під керівництвом професора. Юзефа Ростафінського. У цей період він зібрав колекції для фізико-географічної комісії Академії мистецтв і наук і опублікував вказівки для вивчення ботаніки. Він також брав участь у з'їздах лікарів і натуралістів у Кракові (1880) і Празі (1882). З 1880 член Фізико-географічної комісії Академії мистецтв і наук. У 1883 році отримав докторський ступінь на основі дисертації «Про запаси летких масел у царстві рослин». Як ботанік він займався переважно систематикою мохоподібних і судинних рослин. З 1878 року проводив дослідження флори Татр. Потім закінчив навчання у Адольфа Енглера в університеті у Кельні (1883—1884), де займався систематикою і географією рослин і тропічних рослин. Тоді він отримав практичні навички створення гербаріїв, у Берліні, Гамбурзі, Лейпцигу та Дрездені. У той час він також ознайомився з організацією та функціонуванням місцевих ботанічних садів.
У 1885—1890 роках працював у Музеї історії природи (Naturhistorische Museum) у Відні. Крім того він проводив ботанічні дослідження в Чорногорії та Північній Албанії (1886) і, отримавши стипендію від Фонду Северина Галензовського, досліджував систематику рослин у Берліні, Мюнхені та Страсбурзі, а також у Женеві, Парижі та Лондоні. Працюючи у Віденському музеї, він збирав колекції рослин Південної та Північно-Східної Африки, Перу та Австралії.
Після повернення до Польщі у 1891—1898 роках був професором ботаніки та завідувачем ботанічного саду Аграрного університету в Дублянах. Продовжував дослідження з систематики рослин. Він також був співавтором публікації «Die natürlichen Pflanzenfamilien», опублікованої в Лейпцигу в 1893 році. Габілітувався у Львівському університеті з систематики та морфології рослин (1894). З 1896 р. приват-доцент, а з 1909 р. — доцент кафедри систематики і морфології рослин філософського факультету Львівського університету. В 1909 році разом з іншими він протестував проти розширення акредитації університету. Член багатьох наукових асоціацій, наприклад з 1889 Спілки ботаніків Франції, з 1893 Товариства дослідників сходу у Відні. З 1899 року також був членом правління Польського товариства дослідників природи імені Коперника.
Представляв католицько-національні погляди, був кандидатом до Державної ради. Одружився з художницею та альпіністкою Анною, уродженою Мізерською (1870—1959). У них було п'ятеро дітей, в т.ч актор і журналіст Мечислав (1893—1952), писар Олександр (1890—1933) і купець Єжи.
Ігнацій Міхал Шишилович помер від харчового отруєння після вживання риби, повертаючись із Будапешта до Львова. Похований на Личаківському цвинтарі у Львові. У 1914 році родина перенесла його останки до сімейної гробниці на Раковицькому цвинтарі в Кракові (кв. 12).

## Праці
Всього опублікував близько 40 праць в галузі систематики, анатомії та фізіології рослин.
- Поради щодо вивчення ботаніки, «Przegląd Akademicki» том 1: 1880
- Про резервуари летких олій у царстві рослин, Краків 1882,
- Доповідь 2-го з'їзду лікарів і натуралістів у Празі, «PrzeglÄ…d Literacki i Artyczny» № 7, 8, 1882 р.
- Коралін як мікрохімічний реагент у гістології рослин, «Дисертації та звіти Академії мистецтв і наук у Кракові, факультет математики та природничих наук», том 10, 1882, стор.511-512
- Hepaticae Tatrenses. Про поширення печіночника в Татрах, Краків 1885,
- Zur Systematik der Tiliaceen. II, Лейпциг 1885,
- Губоцвіті. Генера монографія частина 1-2, Краків 1886
- Губоцвіті. Генера монографія частина 3, Краків 1887
- Polypetalae thalamiflorae Rehmannianae: sive enumeratio Ranunculacearum …a Cl. Доктор. A. Rehmann annis 1875—1880 в Африці australi extratropica collectarum, Краків 1887
- Une excursion botanique au Monténegro, в: «Bulletin de la Société botanique de France», том 36: 1889
- Діагностує plantarum novarum a Const. Jelski in Peruvia lectarum. пт, Краків 1894
- Pugillus plantarum novarum Americae centralis et meridionalis, Краків 1894
- Звіт про діяльність Ботаніко-сільськогосподарської станції від 1 жовтня 1897 р. до 1 жовтня 1898 р., Львів 1898 р.
- Полонини, Буковина Тоусте, Сухолка, Гордь і Пересліп. Їх опис і проект розробки, Львів 1909.

Творець і завідувач (1895—1910) дослідної ботаніко-сільськогосподарської станції в Дублянах, а з 1898 у Львові, підпорядкованої Крайовому відділу. З 1898—1910 рр. — радник і референт у сільськогосподарських справах Крайового відомства. У 1896—1910 роках був заступником члена екзаменаційної комісії кандидатів у вчителі нижчих сільськогосподарських шкіл. В очолюваній ним станції проводився контроль насіннєвого матеріалу, а також кліматичні та фітофенологічні дослідження з метою покращення стану луків і пасовищ. Тому її філію було засновано на Полонині Пожижевській у Чорногорі та пункти спостереження при сільськогосподарських школах у Коберницях, Суходолі, Березниці, Ягелниці та Городенці . З 1891 р. член і активіст Львівського відділу Галицького хуторянського товариства. Член комітету Галицького хуторянського товариства (30 червня 1898 — 18 червня 1903, 15 червня 1907 — 24 червня 1910). Член управи Сільськогосподарського банку у Львові (1901—1910). Шишилович був також співініціатором, а потім активістом заснованого у 1904 р. сільськогосподарського клубу у Львові, спрямованого на покращення науки та стану сільського господарства в Галичині. Співзасновник, а потім член дирекції Польського товариства Еміграції у Львові (1894) .

## Вшанування пам'яті
Його ім'я вшанували Георг Ганс Гієронім, Карл Ернст Кунце, Карл Крістіан Мез і Олександр Зальбрюкнер у назвах двадцяти чотирьох видів рослин із родин Asteraceae, Celastraceae, Compositae, Lauraceae та Loganiacaeae.